# Vadstena GIF
Vadstena Gymnastik och Idrottsförening (Ibland Vadstena GoIF), bildades 1907, är idag en fotbollsklubb från Vadstena i Sverige. Klubben kallas i folkmun för VGIF. När VGIF bildades omfattade föreningen friidrott, gymnastik, fotboll, bandy och simning. Men idag är det bara fotbollssektionen kvar.
2006 kom laget tvåa i division 6 Västra Herrar (med en målskillnad efter 20 matcher på 103-22) och gick därmed upp till division 5 Västra Herrar.

## Historia
Föreningen bildades den 1 november år 1907 och var då en av en handfull föreningar i östgötabygden. Under den förste ordföranden J N Bergströms ledning utgjorde föreningens aktiva medlemmar en del av de då cirka ettusen idrottsutövarna i östgötaregionen. Grundare var sergeant/fanjunkare G Walfrid Ericsson som tillsammans med andra eldsjälar startade Vadstena Idrottsförening (VIF) som sedermera kom att bli Vadstena Gymnastik- och Idrottsförening (VGIF) år 1923 (1970 – 1977 hette föreningen Vadstena SK).
I föreningens nyantagna stadgar står att läsa följande; "… föreningens uppgift är att öva och befrämja idrotten, utbilda goda idrottsmän och verka för god kamratanda", något som gäller även idag. Under föreningens första tid var de tongivande idrotterna gymnastik och fotboll tillsammans med den allmänna idrotten och sedermera även bandy och simning. Andra inom föreningen organiserade idrotter har varit cykling, handboll, ishockey, orientering och tennis. Idrotten i Vadstena har dock anor redan från 1500-talet genom dåvarande prins Erik, sedermera Erik XIV, då han vintertid vistades på Vadstena slott ägnade sig åt olika idrotter i slottets gemak. Prinsens favoritsport var längdhopp och under sommartid anordnades även kappritt på hingstrännarbanan i slottshagen nära hamnen. Beträffande fotbollen så spelades den första dokumenterade matchen mellan två Vadstenalag år 1908. Värt att notera är att föreningen år 1957 vann dåvarande div IV Östergötland Västra och flyttades upp till div III Nordöstra Götaland med en sjätteplats som bästa resultat (1957/58).

### Friidrott
Den första löparbanan stakas den 31 juli år 1908 och föreningens friidrottare har sin glansperiod under 1930-talet då föreningen är en av Östergötlands främsta klubbar. År 1934 är det mest framstående året mycket tack vare eldsjälen Ewert Karlsson-Dybing. I dagsläget finns ingen friidrottsverksamhet inom föreningen.

### Gymnastik
Den första övningen skedde den 14 januari år 1908 under sergeant G W Ericssons ledning. År 1926 var Vadstena en av Östergötlands främsta gymnastikstäder och under OS i Berlin 1936 var Gunnar Hernstedt och Valdemar Törner med i den svenska uppvisningstruppen.

### Fotboll
Den första dokumenterade matchen mellan två Vadstenalag spelas år 1908. Värt att notera är att föreningen år 1957 vann dåvarande div IV Östergötland Västra och flyttades upp till div III Nordöstra Götaland med en sjätteplats som resultat. Den kanske mest spännande händelsen var kanske år 1939-1940 då VGIF till synes gick mot en enkel serieseger av dåvarande div IV. Serien kom dock att avgöras den sista seriesöndagen mot Boxholm beroende på att VGIF kom att förlora många redan vunna poäng då tidigare motståndarlag fick dra sig ur serien på grund av att alltför många av deras spelare inkallades till militärtjänstgöring.

### Bandy
År 1915 startade denna verksamhet och år 1947 vanns div II och föreningen kvalade till div I, dock utan att lyckas trots att laget gjorde en bra match mot BK Kenty. I dagsläget finns ingen bandyverksamhet inom föreningen.

### Simning
Verksamheten startades under 1940-talet alternativt under slutet av 1930-talet och har fram till för ett par år sedan varit en aktiv sektion i föreningen.